# Revêtement (métallurgie)
Pour les articles homonymes, voir Revêtement.
 (janvier 2022).
Si vous disposez d'ouvrages ou d'articles de référence ou si vous connaissez des sites web de qualité traitant du thème abordé ici, merci de compléter l'article en donnant les références utiles à sa vérifiabilité et en les liant à la section « Notes et références ».
En métallurgie, procéder à une opération de revêtement consiste à recouvrir le métal d'une couche superficielle protectrice. Cette couche est généralement un alliage très souvent composé de zinc (particulièrement intéressant pour ses propriétés anticorrosives).

## Historique
- 1972 : zincrométal (revêtement une face permettant d'améliorer la protection anticorrosion)
- À partir de 1985 : les normes anticorrosion adoptées en Europe, aux États-Unis, au Japon et en Scandinavie poussent les industriels de la sidérurgie à développer de nouvelles installations de revêtement (zinc et alliages de zinc). Le revêtement biface tend à s'imposer.

Actuellement plus de 60 % des aciers plats au carbone sont revêtus.

## Apports des revêtements
- Protection contre la corrosion
- Esthétique
- Préparation de la tôle pour peinture (prélaquage)